# 郭慶
郭 慶（かく けい、生没年不詳）は、五胡十六国時代前秦の人物。

## 生涯
前秦に仕え、游撃将軍に任じられた。
建元6年（370年）5月、尚書令王猛の前燕征伐に従軍した。8月、王猛・鎮南将軍楊安・虎牙将軍張蚝と共に晋陽を攻略した。
10月、潞川に進んで前燕の総大将慕容評と対峙すると、王猛の命により郭慶は精鋭五千を率いて出撃し、夜闇に乗じて間道から敵陣営の背後に回り、山の傍から火を放った。この火計により、慕容評軍の輜重は焼き尽くされた。この火は、鄴からも見える程凄まじかったと言う。
11月、前秦軍が鄴を攻略すると、前燕君主慕容暐は逃走を図った。郭慶は騎兵を率いて追撃し、高陽において配下の巨武がこれを捕縛した。郭慶は彼を苻堅のもとへ送った。さらに、高句麗まで逃亡した慕容評を追跡し、龍城まで到達した。高句麗は慕容評を捕え、郭慶に引き渡した。さらに郭慶は、配下の朱嶷を派遣して宜都王慕容桓を追撃し、遼東において大いに破った。慕容桓は部下を見捨てて単騎で逃走したが、朱嶷はこれを捕らえて斬り殺した。これにより、諸州の牧・守・六夷の軍などは尽く前秦へ降伏した。
功績により、持節・都督幽州諸軍事・揚武将軍・幽州刺史に任じられ、襄城侯に封じられ、薊を鎮守した。
建元12年（376年）10月、北討大将軍苻洛が幽州・冀州の兵10万を率いて代へ侵攻すると、郭慶は右禁将軍に任じられ、軍を率いてこれに呼応した。12月、前秦軍は代の併呑を成し遂げた。